# Stephen Hunter Flick
Pour les articles homonymes, voir Flick.
Stephen Hunter Flick est un monteur son américain né le 21 juin 1949  à Evanston (Illinois).

## Biographie
Stephen Flick enseigne le cinéma à l'université du Sud de la Californie.

## Filmographie (sélection)

### Cinéma
- 1979 : Star Trek, le film (Star Trek: The Motion Picture) de Robert Wise
- 1979 : Amityville : La Maison du diable (The Amityville Horror) de Stuart Rosenberg
- 1980 : Nimitz, retour vers l'enfer (The Final Countdown) de Don Taylor
- 1981 : Les Aventuriers de l'arche perdue (Raiders of the Lost Ark) de Steven Spielberg
- 1982 : 48 heures (48 Hrs.) de Walter Hill
- 1982 : Poltergeist de Tobe Hooper
- 1984 : Body Double de Brian De Palma
- 1986 : Star Trek 4 : Retour sur Terre (Star Trek IV: The Voyage Home) de Leonard Nimoy
- 1986 : Hitcher (The Hitcher) de Robert Harmon
- 1987 : RoboCop de Paul Verhoeven
- 1987 : Bigfoot et les Henderson (Harry and the Hendersons) de William Dear
- 1988 : Piège de cristal (Die Hard) de John McTiernan
- 1990 : Total Recall de Paul Verhoeven
- 1991 : Point Break de Kathryn Bigelow
- 1992 : Hoffa de Danny DeVito
- 1992 : Batman : Le Défi (Batman Returns) de Tim Burton
- 1992 : Basic Instinct de Paul Verhoeven
- 1992 : Reservoir Dogs de Quentin Tarantino
- 1993 : Piège en eaux troubles (Striking Distance) de Rowdy Herrington
- 1994 : Speed de Jan de Bont
- 1994 : Pulp Fiction de Quentin Tarantino
- 1995 : Apollo 13 de Ron Howard
- 1996 : Au revoir à jamais (The Long Kiss Goodnight) de Renny Harlin
- 1996 : Twister de Jan de Bont
- 1997 : Jackie Brown de Quentin Tarantino
- 1997 : Starship Troopers de Paul Verhoeven
- 1999 : Le Déshonneur d'Elisabeth Campbell (The General's Daughter) de Simon West
- 2000 : Charlie et ses drôles de dames (Charlie's Angels) de McG
- 2002 : Spider-Man de Sam Raimi
- 2003 : Le Médaillon (The Medallion) de Gordon Chan
- 2003 : Terminator 3 : Le Soulèvement des machines (Terminator 3: Rise of the Machines) de Jonathan Mostow
- 2011 : Captain America: First Avenger (Captain America: The First Avenger) de Joe Johnston
- 2012 : Total Recall : Mémoires programmées (Total Recall) de Len Wiseman
- 2013 : Evil Dead de Fede Alvarez

### Télévision
- 2004-2006 : Deadwood (36 épisodes)

## Distinctions

### Récompenses
- Oscars 1988 : Oscar pour une contribution spéciale (montage son) pour RoboCop
- Oscars 1995 : Oscar du meilleur montage de son pour Speed
- BAFTA 1995 : British Academy Film Award du meilleur son pour Speed

### Nominations
- Oscar du meilleur montage de son
  - en 1983 pour Poltergeist
  - en 1989 pour Piège de cristal
  - en 1991 pour Total Recall
- BAFTA 1995 : British Academy Film Award du meilleur son pour Pulp Fiction